# Efil4zaggin
Efil4zaggin is een muziekalbum uit 1991 van de Amerikaanse hiphopgroep N.W.A. Het is het laatste album dat de groep ooit uitbracht. De groep ontbond zich later dat jaar na het vertrek van Dr. Dre. Efil4zaggin is de zin Niggaz4life omgekeerd. In 2003 kwam er een geremasterde editie uit met de ep 100 Miles and Runnin' als bonustracks. Omdat Ice Cube de groep in 1989 had verlaten, was het gemis van zijn invloed goed te merken. In tegenstelling tot het album Straight Outta Compton uit 1988, ging dit album veel minder over politieke onderwerpen, zoals armoede en racisme, en meer over seks en geweld.
Op de A Message to B.A.-insert wordt Ice Cube gedisst omdat hij de groep heeft verlaten. Met het nummer No Vaseline op het album Death Certificate reageerde Cube.
Eén nummer van de ep 100 Miles and Runnin' uit 1990, Real Niggaz, stond ook op dit album, op nr. 9. De overige nummers van de ep werden bij de geremasterde editie uit 2003 toegevoegd als bonustracks.

## Tracklist
| Nr. | Titel                                                     | Lengte | Met                          | Producer           |
| --- | --------------------------------------------------------- | ------ | ---------------------------- | ------------------ |
| 1   | Prelude                                                   | 2:27   | Dr. Dre MC Ren Above the Law | Dr. Dre & DJ Yella |
| 2   | Real Niggaz Don't Die                                     | 3:40   | Dr. Dre Eazy-E MC Ren        | Dr. Dre & DJ Yella |
| 3   | Niggaz 4 Life                                             | 4:58   | Eazy-E Dr. Dre MC Ren        | Dr. Dre & DJ Yella |
| 4   | Protest                                                   | 0:53   | ““                           | Dr. Dre & DJ Yella |
| 5   | Appetite for Destruction                                  | 3:22   | Dr. Dre MC Ren Eazy-E        | Dr. Dre & DJ Yella |
| 6   | Don't Drink That Wine                                     | 1:07   | ““                           | Dr. Dre & DJ Yella |
| 7   | Alwayz Into Somethin'                                     | 4:29   | Dr. Dre MC Ren Admiral D     | Dr. Dre & DJ Yella |
| 8   | Message to B.A.                                           | 0:48   | ““                           | Dr. Dre & DJ Yella |
| 9   | Real Niggaz (ook al op 100 Miles and Runnin'-ep uit 1990) | 4:27   | Dr. Dre Eazy-E MC Ren        | Dr. Dre & DJ Yella |
| 10  | To Kill a Hooker                                          | 0:50   | ““                           | Dr. Dre & DJ Yella |
| 11  | One Less Bitch                                            | 4:47   | MC Ren Dr. Dre               | Dr. Dre & DJ Yella |
| 12  | Findum, Fuckum, and Flee                                  | 3:55   | Dr. Dre Eazy-E MC Ren        | Dr. Dre & DJ Yella |
| 13  | Automobile                                                | 3:15   | Eazy-E Dr. Dre               | Dr. Dre & DJ Yella |
| 14  | She Swallowed It                                          | 4:13   | MC Ren                       | Dr. Dre & DJ Yella |
| 15  | I'd Rather Fuck You                                       | 3:57   | Eazy-E                       | Dr. Dre & DJ Yella |
| 16  | Approach to Danger                                        | 2:45   | Dr. Dre MC Ren Eazy-E        | Dr. Dre & DJ Yella |
| 17  | 1-900-2-Compton                                           | 1:27   | ““                           | Dr. Dre & DJ Yella |
| 18  | The Dayz of Wayback                                       | 4:15   | Dr. Dre MC Ren Admiral D     | Dr. Dre & DJ Yella |

### Bonustracks heruitgave 2003:100 Miles and Runnin'-ep
| Nr. | Titel                                           | Lengte | Met                   | Producer           |
| --- | ----------------------------------------------- | ------ | --------------------- | ------------------ |
| 9   | Real Niggaz (ook al op gewone uitgave uit 1991) | 4:27   | Dr. Dre Eazy-E MC Ren | Dr. Dre & DJ Yella |
| 19  | 100 Miles and Runnin'                           | 4:32   | Dr. Dre Eazy-E MC Ren | Dr. Dre & DJ Yella |
| 20  | Just Don't Bite It                              | 5:28   | MC Ren                | Dr. Dre & DJ Yella |
| 21  | Sa Prize, Pt. 2                                 | 5:58   | Dr. Dre Eazy-E MC Ren | Dr. Dre & DJ Yella |
| 22  | Kamurshol                                       | 1:56   | Dr. Dre Eazy-E MC Ren | Dr. Dre & DJ Yella |

## Singles
| Jaar | Titel                    | Lengte | Met                      | Producer           |
| ---- | ------------------------ | ------ | ------------------------ | ------------------ |
| 1990 | Appetite for Destruction | 3:22   | Dr. Dre MC Ren Eazy-E    | Dr. Dre & DJ Yella |
| 1991 | Alwayz into Somethin'    | 4:29   | Dr. Dre MC Ren Admiral D | Dr. Dre & DJ Yella |

Eazy-E · Dr. Dre · Ice Cube · MC Ren · DJ Yella · Arabian Prince